# Woodville (Maine)
Pour les articles homonymes, voir Woodville.
Woodville est une ville du comté de Penobscot, dans le Maine.

## Géographie
| Medway (Maine) |                 |                      |
|                | Woodville       | Mattawamkeag (Maine) |
|                | Chester (Maine) | Winn (Maine)         |

D'après le bureau du recensement des États-Unis, sa superficie est de 111 km2.

### Démographie
Au recensement de 2000, la population était de 286 habitants, avec 103 ménages et  80 familles résidentes. La densité était de 43,9 hab/km2.
La répartition ethnique était de 99,3 % d'Euro-Américains et 0,7 % d'autres origines. Le revenu moyen par habitant était de 15 491 dollars avec 7,3 % sous le seuil de pauvreté.

## Source
- (en) Cet article est partiellement ou en totalité issu de l’article de Wikipédia en anglais intitulé « Woodville, Maine » (voir la liste des auteurs).